# BOYS in August
「BOYS in August」（ボーイズ・イン・オーガスト）は、光GENJIの22枚目のシングル。1993年8月4日（水曜日）にポニーキャニオンから発売された。

## 解説
本作は光GENJIデビュー7周年記念シングルとして、CD発売に合わせ様々なイベントが実施された。「Meet Me」以来、1年ぶりにローラースケートを履くことになった。

## 記録
売上枚数は公称で12万枚。
オリコンで週間５位を記録した。

## 収録曲
- 全編曲：米光亮

1. BOYS in August
作詞：松井五郎　作曲：後藤次利
2. 恋する気持ち
作詞：山本英美　作曲：高橋一路
3. BOYS in August（MINUS LEAD VOCAL KARAOKE）
4. 恋する気持ち（MINUS LEAD VOCAL KARAOKE）